# توليو كارميناتي
توليو كارميناتي (بالإيطالية: Tullio Carminati)‏ هو ممثل إيطالي، ولد في 21 سبتمبر 1894 بزادار في كرواتيا، وتوفي في 26 فبراير 1971 بروما في إيطاليا بسبب سكتة.

## أعمال

### أفلام
- (1928) الوطني
- (1934) ليلة من الحب
- (1953) عطلة رومانية
- (1956) الحرب والسلام[1]
- (1963) الكاردينال

## وصلات خارجية
- توليو كارميناتي على موقع IMDb (الإنجليزية)
- توليو كارميناتي على موقع ألو سيني (الفرنسية)
- توليو كارميناتي على موقع أول موفي (الإنجليزية)
- توليو كارميناتي على موقع قاعدة بيانات برودواي على الإنترنت (الإنجليزية)
- توليو كارميناتي على موقع قاعدة بيانات الأفلام السويدية (السويدية)
- توليو كارميناتي على موقع قاعدة بيانات الفيلم (الإنجليزية)
- توليو كارميناتي على موقع كينوبويسك (الروسية)